# 小行星185216
小行星185216（185216 Gueiren），臨時編號2006 TA57，是一顆位於小行星帶的小行星。由就讀於廣州中山大學的中國天文愛好者葉泉志和台灣國立中央大學鹿林天文台的林啟生於2006年10月14日發現。
該小行星以林啟生的家鄉台南縣歸仁鄉命名。